# حيدرة (السدة)

تعديل مصدري - تعديل

حيدرة محلة تابعة لقرية بيت فائق، التابعة لعزلة جبل عصام بمديرية السدة إحدى مديريات محافظة إب في الجمهورية اليمنية.، بلغ تعداد سكانها 29 حسب تعداد اليمن لعام 2004.